# Madas László (erdőmérnök)
Madas László  (Sopron, 1920. július 26. – Visegrád, 2009. december 25.)  vasdiplomás, Európa-díjas okl., Bedő Albert-díjas erdőmérnök, a Műszaki tudomány doktora, a Pilisi Állami Parkerdőgazdaság volt igazgatója, az Országos Erdészeti Egyesület Tiszteletbeli Tagja, a Magyar Köztársasági Érdemrend Tiszti Keresztjének birtokosa, Visegrád díszpolgára.

## Gyermekkor, tanulmányok
A Muck erdészdinasztia harmadik generációsaként születettf. Nagyapja Muck Endre, akit úgy neveznek, hogy a „a soproni erdők atyja”. Édesapja, Muck András erdőmérnök, édesanyja Székely Gabriella. Testvérei Madas András és Madas Gabriella szintén az erdészet meghatározó személyiségei. Madas László az erdőmérnöki diplomát 1942-ben szerezte meg a József Nádor Műszaki és Gazdaságtudományi Egyetem soproni Bánya-, Kohó- és Erdőmérnöki Karán. 1943-ban besorozták, majd 3 és fél év orosz hadifogságot követően 1949-ben tért haza.

## Sport

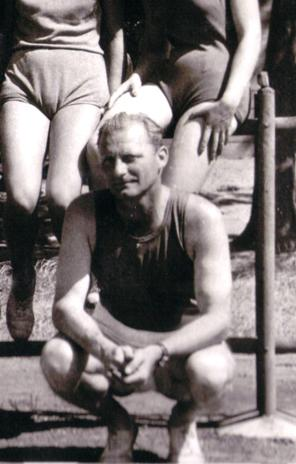

1943 nyarán a MAFC Sopron színeiben országos atlétikai versenyen indul, ahol az év legjobb magyar magasugró eredményével győzelemre vitte csapatát. Országos bajnokként kvalifikációt nyert az olimpiai csapatba, de a játékok a háború miatt nem kerültek megrendezésre. Neves sportújságíró készített vele riportot A legszerényebb magyar atléta címmel.
Egyik vallomása a cikkben: 
„A sport életem elválaszthatatlan része, hozzátartozik a lélek és test harmonikus összhangjához; az eredmény nem fontos, ha jön, örülök neki.”

## Munkássága
A fogságot követően számos államerdészeti beosztást töltött be, mígnem 1954-ben megérkezik a Pilisbe és a Visegrádi Erdészet erdészetvezetője lett. 1969. január 1-jén a Pilisi Állami Parkerdőgazdaság létrejöttekor őt választották meg igazgatónak. Felismerte, hogy az erdő és az ember kapcsolatának kölcsönösen jó kialakítása a civilizációnk egyik létkérdése. Egyszerre igyekezett a rábízott erdőt  jövedelmező nyersanyagforrássá, tömegméretű parkká és tájvédelmi körzetté alakítani.

##### Nyersanyagtermelő bázis
Mivel a jórészt sarjeredetű pilisi erdők fájának nagyobbik része gyenge minőségű, ezért egy olyan fafeldolgozóipart hozott létre, amely a rossz minőségű alapanyagból is képes magas értékű készterméket előállítani. 1967-ben egy versenytárgyaláson elnyerték az akkor épülő Budapest Szálló (Körszálló) háromezer négyzetméternyi falburkolatának az elkészítését, amely vállalkozásnak a sikere megalapozta a pilisi fafeldolgozás jövőjét.

##### Tömegméretű park

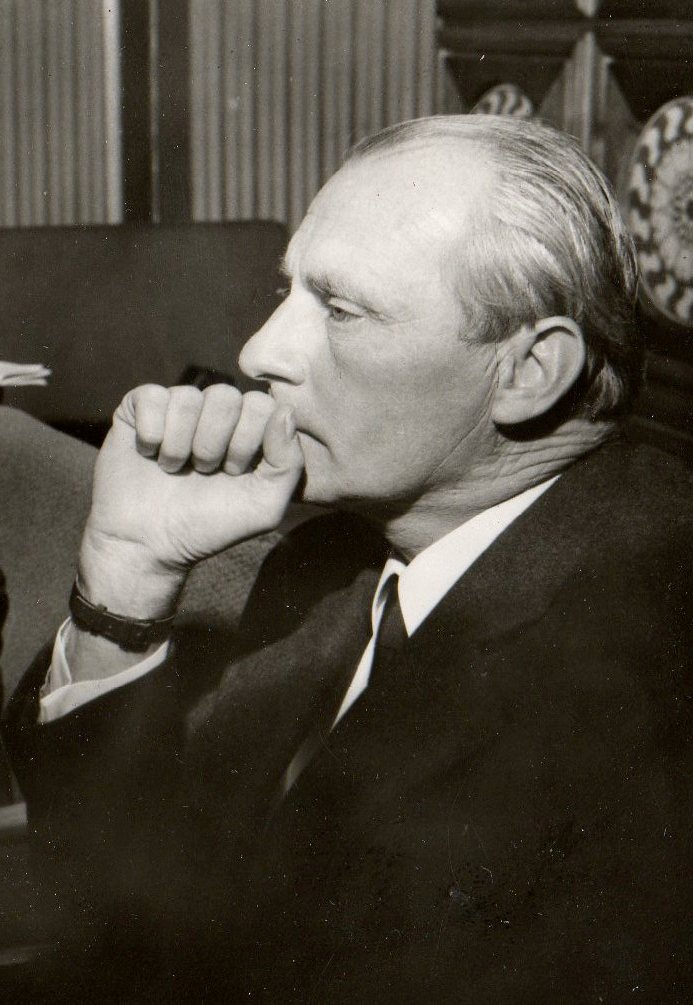

A pilisi táj fejlesztésében érdekelt valamennyi szervezet összefogásával megalkották a Pilisi Táj Fejlesztési Programot. A Program a tömegturizmus kezelését a környezetvédelmi érdekek figyelembevételével valósította meg. Az üdülő- és kirándulónépesség igényeit  a települések belterületein valamint az erdőszéleken elégítette ki, míg a pilisi erdők mélye a csendes zónát képviselte.  A tervek nagy részét Makovecz Imre készítette, akivel a sors ezekben az időkben hozta össze.

##### Tájvédelmi Körzet
A táj- és természetvédelemben jelentkező mindennapos feladatok csendes, szívós és szervezett elvégzése meghozta azt az eredményt, hogy 1978-ban az Országos Természetvédelmi Hivatal tájvédelmi körzetté nyilvánította a Pilisi Állami Parkerdőt.
1981-ben pedig a Pilis az UNESCO "Az ember és a bioszféra" programjának részévé vált  és a világ 240 bioszféra rezervátumának egyikévé deklarálták. Az indokok között szerepel, hogy mintaszerűen oldotta meg egy világváros tömegeinek kulturált üdülését a természetben, fontos feladatot teljesít az ifjúság figyelmének a környezet felé való fordításában, és sikeresen oldja meg a természetszerű erdőgazdálkodás feladatait.

## További eredmények, díjak
Az erdész társadalom Madas Lászlónak köszönheti, hogy a Biolley-féle szálalás magyar kísérleti eredményeit tanulmányozhatja Visegrádon, az Erdőanya-bükkösben. Ő alakította ki az 50-es évek közepén a területet, ami a nemzetközi összehasonlításra is alkalmas és ahol szabályszerűen és folyamatosan mért és dokumentált kísérleti területen meg lehet tekinteni a szálaló erdők minden lényeges elemét.
1973-ban munkásságára felfigyel az Európa-díjat odaítélő Goethe Alapítvány is, melynek mind az elnöke, mind a kuratórium valamennyi tagja ellátogatott Visegrádra, ahol ünnepélyesen kijelentették, hogy évenként a Pilisben fog eldőlni ki kapja az esedékes Európa-díjat.
Az igazgatói posztot 1969-83-ig tölti be, ezt követően nyugállományba vonult.
2007. március 15-én a Magyar Köztársaság Elnöke a Magyar Köztársasági Érdemrend tisztikeresztje kitüntetést adományozta neki a hatékony erdőgazdálkodás megvalósítása érdekében hat évtizeden át végzett fáradhatatlan munkássága elismeréseként.
Visegrádon élt négy gyermek apjaként, öt unoka nagyapjaként, feleségével békességben 2009. december 25-én bekövetkezett haláláig.
,,Bármi is történik, a pilisi erdők jövő tavasszal is kizöldülnek!” ML